# Eleição municipal de Contagem em 1996
A eleição municipal de Contagem em 1996 ocorreu no dia 3 de outubro, elegendo o responsável pela prefeitura da cidade, além dos vereadores que cumpririam a legislatura 1997-2000. O prefeito eleito foi Newton Cardoso, do PMDB, em primeiro turno.

## Resultado
Foram registrados cerca de 239.859 votos válidos, e não foram informados os números de brancos e nulos. O resultado é:
| Candidato           | Vice                         | Votos   | %      |
| ------------------- | ---------------------------- | ------- | ------ |
| Newton Cardoso PMDB | Paulo Augusto de Mattos PMDB | 124.196 | 51,78% |
| Ademir Lucas PSDB   |                              | 65.518  | 27,31% |
| Marília Campos PT   |                              | 43.935  | 18,32% |
| Bruno Verdolin PST  |                              | 5.635   | 2,35%  |
| Fábio Santos PPS    |                              | 513     | 0,21%  |
| Ary Antônio PTdoB   |                              | 62      | 0,03%  |